# احسان گنجی (بازیکن فوتبال)
احسان گنجی (زادهٔ ۲۸ فروردین ۱۳۷۳) بازیکن فوتبال اهل ایران است.

## افتخارات

### باشگاهی

#### فجر سپاسی
- قهرمانی در لیگ آزادگان ۱۴۰۰-۱۳۹۹

### فردی
- بهترین گل لیگ آزادگان فصل ۱۴۰۰-۱۳۹۹